# Girls Make Games
Girls Make Games es una organización estadounidense que tiene como objetivo apoyar y alentar a las niñas a seguir carreras en la industria de los videojuegos, fundada en 2014 por Laila Shabir. Organiza campamentos de verano, cursos y talleres para niñas y jóvenes no binarios donde aprenden a diseñar y construir un videojuego.

## Historia
Girls Make Games fue fundada en 2014 por Laila Shabir y su esposo Ish Syed. Shabir se había mudado de los Emiratos Árabes Unidos a los Estados Unidos para estudiar en el Instituto de Tecnología de Massachusetts, donde redescubrió la influencia positiva que podían tener los videojuegos. Después de fundar un estudio centrado en el desarrollo de videojuegos educativos llamado LearnDistrict y descubrir que la gran mayoría de los solicitantes de empleo eran hombres, la pareja decidió buscar iniciativas para abordar la falta de mujeres en la industria. Shabir envió un tweet proponiendo la idea de un campamento de verano para niñas, que recibió un gran volumen de apoyo, incluso por parte de desarrolladores como Tim Schafer. El primer campamento se realizó en el Museo de Historia de la Computación en California, y rápidamente tuvo demanda de más campamentos en todo Estados Unidos. En el plazo de unos meses, estaba planificando la creación de otros 14 campamentos. El primer campamento en Canadá se celebró en 2018.
Durante el primer año, la organización recibió el apoyo de empresas como Google e Intel, y en 2015 lanzó una campaña en Indiegogo para financiar programas de becas para niñas que no podían pagar la cuota de asistencia. Las empresas de desarrollo de videojuegos, incluidas Riot Games, BioWare y Double Fine, han organizado excursiones para los asistentes al campamento. En 2018, Google Play se asoció con Girls Make Games para realizar un concurso de diseño de videojuegos con un premio de beca universitaria.
Inicialmente, Girls Make Games era un programa dirigido por LearnDistrict, lo que retrasó el desarrollo de sus propios proyectos de videojuegos y solo más tarde se convirtió en una organización independiente. Shabir apunta a que la organización se vuelva obsoleta, una vez que la industria de los videojuegos tenga una proporción significativa de mujeres.
En 2017, se estrenó el corto documental Girls Level Up, de la directora Anne Edgar, que describe la experiencia de las chicas en los campamentos de verano de Girls Make Games y muestra los retos a los que se enfrentan las chicas a las que les gustan los videojuegos y quieren crearlos contados desde la perspectiva de Shabir.
Este mismo año, después de que Alexandria Neonakis, artista de Naughty Dog, publicara una serie de tuits sobre el acoso que ella y otras desarrolladoras de videojuegos estaban recibiendo, en particular por parte de comunidades intolerantes en Internet, ella y otros desarrolladores donaron miles de dólares a Girls Make Games en respuesta.
Shabir, como líder de esta iniciativa, ganó en 2018, el Premio “Visionario” de la Entertainment Software Association, por su trabajo para fomentar la participación de niñas en el desarrollo de videojuegos; convirtiéndose en la primera mujer en recibirlo.

## Iniciativas
Girls Make Games organiza y apoya campamentos de verano, talleres y game jams en todo el mundo. La organización también publica recursos e información para padres y maestros sobre carreras en la industria de los videojuegos, y dirige un programa de becas para mujeres jóvenes que ingresan a la industria.
Organizan campamentos de verano en Estados Unidos, Canadá y Australia y busca expandirse globalmente, habiendo realizado eventos individuales en otros lugares, incluido Londres. Los campamentos de verano tienen una duración de tres semanas y apoyan a grupos de chicas de entre 8 y 17 años para crear un videojuego. El primer día del campamento, los asistentes juegan a una variedad de videojuegos independientes que permiten a los organizadores colocarlos en grupos según sus intereses. Al final del período de tres semanas, los asistentes juegan y prueban los videojuegos de los demás, y cada grupo presenta su videojuego terminado a un panel de expertos. Durante el campamento, las estudiantes con mejores resultados pueden ganar premios.
En 2014, el primer grupo ganador, The Negatives, financió con éxito su videojuego The Hole Story a través de Kickstarter, recaudando más de 31 000 dólares y con el apoyo de LearnDistrict, el juego se lanzó en 2015. El ganador del segundo año fue Interfectorem, que también recibió financiación a través de Kickstarter. En 2018, el videojuego ganador fue Shredded Secrets, cuyo diseño examina el acoso escolar desde la perspectiva de la víctima y del acosador.
Los campamentos suelen ser organizados por empresas de desarrollo de videojuegos, y se han realizado eventos en Nintendo, Xbox, PlayStation y Zynga. Las organizaciones participantes ayudan a financiar el evento, incluso ofreciendo becas para asistir. Girls Make Games también ofrece un itinerario gratuito y un libro de trabajo para organizar talleres no oficiales.
En 2019, más de 6 000 niñas habían asistido a un campamento de verano o taller de Girls Make Games.
A partir de 2022 se estableció, Girls Make Games Scholarship Fund (GMGSF), un fondo para el apoyo financiero y oportunidades de desarrollo profesional a las mujeres y estudiantes no binarias que persiguen carreras en la industria de los videojuegos, cada persona becada recibe una dotación de 10 000 dólares para un período de 4 años. Un año más tarde, en 2023, Girls Make Games anunció la creación de un fondo de becas para que la universidad fuera más asequible a las exalumnas del campamento.